# Reaktor S6G
S6G – amerykański napędowy jądrowy reaktor wodny ciśnieniowy (PWR) opracowany i wykorzystywany do zapewnienia energii i napędu jednostek pływających marynarki wojennej Stanów Zjednoczonych. Reaktor S6G wykorzystywany jest aktualnie do zapewnienia energii i napędu okrętów podwodnych typu Los Angeles, dla których wytwarza moc ok. 30000 KM. Reaktor ten powstał jednak jako zmodyfikowana wersja reaktora D2G, po raz pierwszy użytego na USS "Bainbridge" (CGN-25).
Symbolika:
- S - jednostka dla okrętów podwodnych (submarine)
- 6 - 6 generacja rdzenia w klasyfikacji producenta
- G - producent (G - General Electric)